# Галицька Республіка

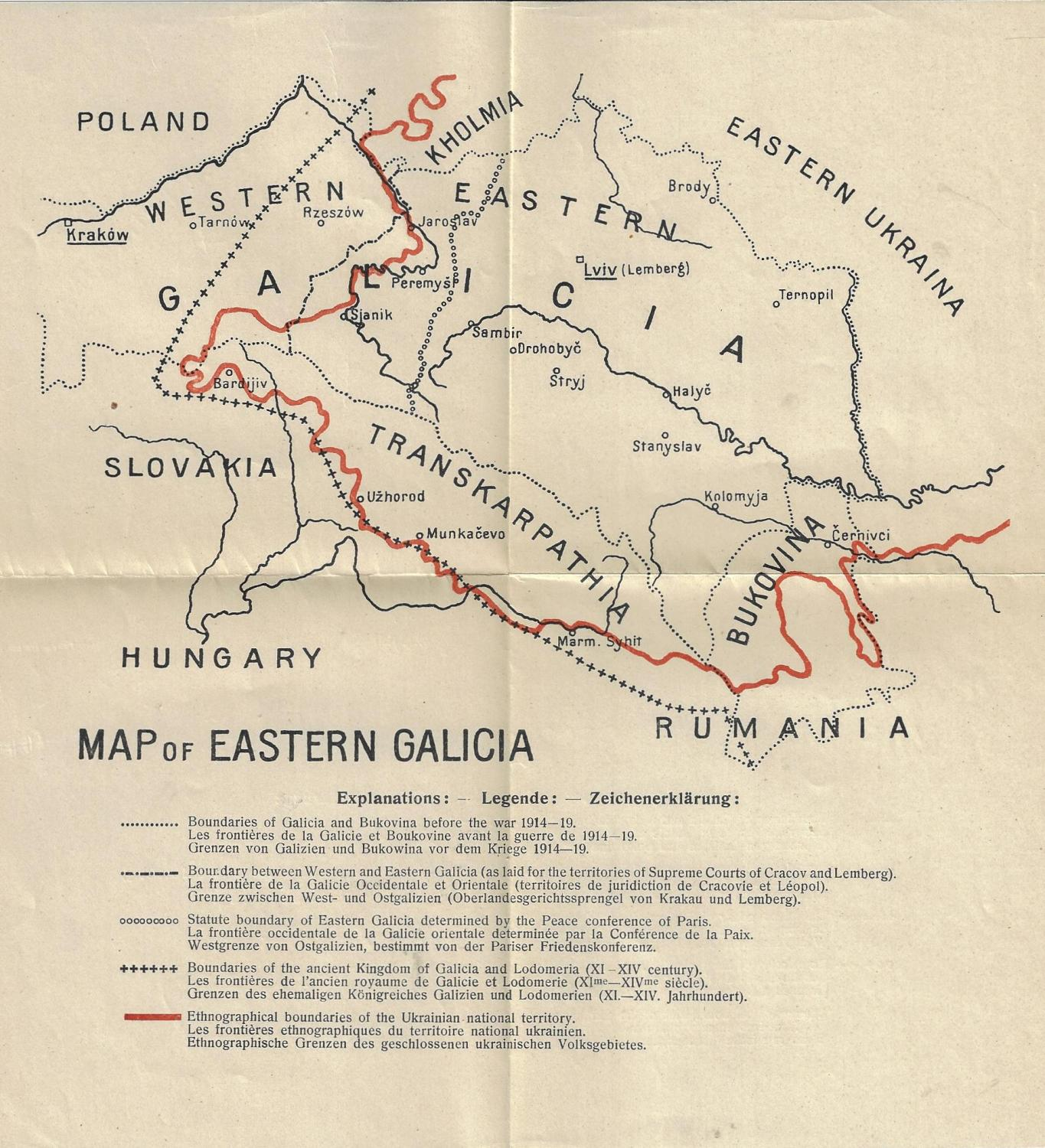
Карта Східної Галичини. 1920 рік

Га́лицька Респу́бліка — проєкт незалежної держави на теренах Східної Галичини, який підтримували чільники Української Національної Ради, зокрема Євген Петрушевич та Кость Левицький. 

## Територія
Галицька Республіка претендувала на східні землі колишньої австрійської провінції Галичини, де переважали українці (русини).

## Історія
В листопаді 1918 Кость Левицький, правник і майбутній міністр зовнішніх справ ЗУНР, підготував проєкт "Основ державного устрою Галицької Республіки". Основою майбутньої держави була рівноправність трьох головних національностей Галичини:
|  | Артикул 3. Державні народности. В Галицькій Республіці узнається отсі три головні народности: українська, далі польська і жидівська. Вони користуються рівними правами на области публічного життя. Прочі народности в державі творять національні меншоти та їх права і охорону запоручає конституція. |

Главою Галицької Республіки мав бути Президент, обраний на підставі загального виборчого права, незалежно від статі чи національності, усіма громадянами держави. Законодавчу функцію мала виконувати Державна Рада, обрана за загальним виборчим правом, причому кожна з трьох головних національностей вибирала власних послів (депутатів).
Державними мовами Галицької Республіки визнавалися українська, польська та їдиш.
Після поразки в 1919 році, лідери ЗУНР Євген Петрушевич та Кость Левицький, а також Андрей Шептицький, як пастир галицьких греко-католиків, шукали підтримки урядів держав-переможців в Першій світовій війні та Ліги Націй.